# ATC (N02)
ATC (N02) – część klasyfikacji anatomiczno-terapeutyczno-chemicznej:
- N – Ośrodkowy układ nerwowy
  - N 01 – Leki znieczulające
  - N 02 – Leki przeciwbólowe
  - N 03 – Leki przeciwdrgawkowe
  - N 04 – Leki stosowane w chorobie Parkinsona
  - N 05 – Leki psycholeptyczne
  - N 06 – Psychoanaleptyki
  - N 07 – Inne leki wpływające na układ nerwowy

Obejmuje ona leki przeciwbólowe:

## N 02 A –Opioidy
- N 02 AA – Naturalne alkaloidy opium
  - N 02 AA 01 – morfina
  - N 02 AA 02 – opium
  - N 02 AA 03 – hydromorfon
  - N 02 AA 04 – nikomorfina
  - N 02 AA 05 – oksykodon
  - N 02 AA 08 – dihydrokodeina
  - N 02 AA 10 – papaweretum
  - N 02 AA 11 – oksymorfon
  - N 02 AA 51 – morfina w połączeniach
  - N 02 AA 53 – hydromorfon i nalokson
  - N 02 AA 55 – oksykodon w połączeniach
  - N 02 AA 55 – oksykodon w połączeniach
  - N 02 AA 56 – oksykodon i naltrekson
  - N 02 AA 59 – kodeina w połączeniach z innymi lekami (z wyjątkiem psycholeptyków)
  - N 02 AA 79 – kodeina w połączeniach z innymi lekami (włącznie z psycholeptykami)
- N 02 AB – Pochodne fenylopiperydyny
  - N 02 AB 01 – ketobemidon
  - N 02 AB 02 – petydyna
  - N 02 AB 03 – fentanyl
  - N 02 AB 52 – petydyna w połączeniach z innymi lekami (z wyłączeniem psycholeptyków)
  - N 02 AB 72 – petydyna w połączeniach z innymi lekami (włącznie z psycholeptykami)
- N 02 AC – Pochodne difenylpropylaminy
  - N 02 AC 01 – dekstromoramid
  - N 02 AC 03 – pirytramid
  - N 02 AC 04 – dekstropropoksyfen
  - N 02 AC 05 – bezytramid
  - N 02 AC 52 – metadon w połączeniach z innymi lekami (z wyłączeniem psycholeptyków)
  - N 02 AC 54 – dekstropropoksyfen w połączeniach z innymi lekami (z wyłączeniem psycholeptyków)
  - N 02 AC 74 – dekstropropoksyfen w połączeniach z innymi lekami (włącznie z psycholeptykami)
- N 02 AD – Pochodne benzomorfanu
  - N 02 AD 01 – pentazocyna
  - N 02 AD 02 – fenazocyna
  - N 02 AD 51 – pentazocyna i nalokson
- N 02 AE – Pochodne orypawiny
  - N 02 AE 01 – buprenorfina
- N 02 AF – Pochodne morfinanu
  - N 02 AF 01 – butorfanol
  - N 02 AF 02 – nalbufina
- N 02 AG – Opioidy Opioidy w połączeniach z lekami spazmolitycznymi
  - N 02 AG 01 – morfina w połączeniach z lekami spazmolitycznymi
  - N 02 AG 02 – ketobemidon w połączeniach z lekami spazmolitycznymi
  - N 02 AG 03 – petydyna w połączeniach z lekami spazmolitycznymi
  - N 02 AG 04 – hydromorfon w połączeniach z lekami spazmolitycznymi
- N 02 AJ – Opioidy w połączeniach z nieopioidowymi lekami przeciwbólowymi
  - N 02 AJ 01 – dihydrokodeina i paracetamol
  - N 02 AJ 02 – dihydrokodeina i kwas acetylosalicylowy
  - N 02 AJ 03 – dihydrokodeina w połączeniach z innymi nieopioidowymi lekami przeciwbólowymi
  - N 02 AJ 06 – kodeina i paracetamol
  - N 02 AJ 07 – kodeina i kwas acetylosalicylowy
  - N 02 AJ 08 – kodeina i ibuprofen
  - N 02 AJ 09 – kodeina w połączeniach z innymi nieopioidowymi lekami przeciwbólowymi
  - N 02 AJ 13 – tramadol i paracetamol
  - N 02 AJ 14 – tramadol i deksketoprofen
  - N 02 AJ 15 – tramadol w połączeniach z innymi nieopioidowymi lekami przeciwbólowymi
  - N 02 AJ 16 – tramadol i celekoksyb
  - N 02 AJ 17 – oksykodon i paracetamol
  - N 02 AJ 18 – oksykodon i kwas acetylosalicylowy
  - N 02 AJ 19 – oksykodon i ibuprofen
  - N 02 AJ 22 – hydrokodon i paracetamol
  - N 02 AJ 23 – hydrokodon i ibuprofen
- N 02 AX – Inne
  - N 02 AX 01 – tylidyna
  - N 02 AX 02 – tramadol
  - N 02 AX 03 – dezocyna
  - N 02 AX 05 – meptazynol
  - N 02 AX 06 – tapentadol
  - N 02 AX 07 – olicerydyna
  - N 02 AX 51 – tylidyna i nalokson
  - N 02 AX 52 – tramadol w połączeniach

## N 02 B – Inne leki przeciwbólowe i przeciwgorączkowe
- N 02 BA – kwas salicylowy i jego pochodne
  - N 02 BA 01 – kwas acetylosalicylowy
  - N 02 BA 02 – aloksypryn
  - N 02 BA 03 – salicylan choliny
  - N 02 BA 04 – salicylan sodu
  - N 02 BA 05 – salicylamid
  - N 02 BA 06 – salsalat
  - N 02 BA 07 – etenzamid
  - N 02 BA 08 – salicylan morfoliny
  - N 02 BA 09 – dipirocetyl
  - N 02 BA 10 – benorylat
  - N 02 BA 11 – diflunizal
  - N 02 BA 12 – salicylan potasu
  - N 02 BA 14 – guacetyzal
  - N 02 BA 15 – karbasalan wapnia
  - N 02 BA 16 – salicylan imidazolu
  - N 02 BA 51 – kwas acetylosalicylowy w połączeniach z innymi lekami (z wyłączeniem psycholeptyków)
  - N 02 BA 55 – salicylamid w połączeniach z innymi lekami (z wyłączeniem psycholeptyków)
  - N 02 BA 57 – etenzamid w połączeniach z innymi lekami (z wyłączeniem psycholeptyków)
  - N 02 BA 59 – dipirocetyl w połączeniach z innymi lekami (z wyłączeniem psycholeptyków)
  - N 02 BA 65 – karbasalan wapnia w połączeniach z innymi lekami (z wyłączeniem psycholeptyków)
  - N 02 BA 67 – salicylan magnezu w połączeniach z innymi lekami (z wyłączeniem psycholeptyków)
  - N 02 BA 71 – kwas acetylosalicylowy w połączeniach z innymi lekami (włącznie z psycholeptykami)
  - N 02 BA 75 – salicylamid w połączeniach z innymi lekami (włącznie z psycholeptykami)
  - N 02 BA 77 – etenzamid w połączeniach z innymi lekami (włącznie z psycholeptykami)
  - N 02 BA 79 – dipirocetyl w połączeniach z innymi lekami (włącznie z psycholeptykami)
- N 02 BB – Pirazolony
  - N 02 BB 01 – fenazon
  - N 02 BB 02 – metamizol
  - N 02 BB 03 – aminofenazon
  - N 02 BB 04 – propyfenazon
  - N 02 BB 05 – nifenazon
  - N 02 BB 51 – fenazon w połączeniach z innymi lekami (z wyłączeniem psycholeptyków)
  - N 02 BB 52 – metamizol w połączeniach (z wyłączeniem psycholeptyków)
  - N 02 BB 53 – aminofenazon w połączeniach z innymi lekami (z wyłączeniem psycholeptyków)
  - N 02 BB 54 – propyfenazon w połączeniach z innymi lekami (z wyłączeniem psycholeptyków)
  - N 02 BB 71 – fenazon w połączeniach z innymi lekami (włącznie z psycholeptykami)
  - N 02 BB 72 – metamizol w połączeniach z innymi lekami (włącznie z psycholeptykami)
  - N 02 BB 73 – aminofenazon w połączeniach z innymi lekami (włącznie z psycholeptykami)
  - N 02 BB 74 – propyfenazon w połączeniach z innymi lekami (włącznie z psycholeptykami)
- N 02 BE – Anilidy
  - N 02 BE 01 – paracetamol
  - N 02 BE 03 – fenacetyna
  - N 02 BE 04 – bucetyna
  - N 02 BE 05 – propacetamol
  - N 02 BE 51 – paracetamol w połączeniach z innymi lekami (z wyłączeniem psycholeptyków)
  - N 02 BE 53 – fenacetyna w połączeniach z innymi lekami (z wyłączeniem psycholeptyków)
  - N 02 BE 54 – bucetyna w połączeniach z innymi lekami (z wyłączeniem psycholeptyków)
  - N 02 BE 71 – paracetamol w połączeniach z innymi lekami (włącznie z psycholeptykami)
  - N 02 BE 73 – fenacetyna w połączeniach z innymi lekami (włącznie z psycholeptykami)
  - N 02 BE 74 – bucetyna w połączeniach z innymi lekami (włącznie z psycholeptykami)
- N 02 BF – Gabapentynoidy
  - N 02 BF 01 – gabapentyna
  - N 02 BF 02 – pregabalina
  - N 02 BF 03 – mirogabalina
- N 02 BG – Inne
  - N 02 BG 02 – rymazolium
  - N 02 BG 03 – glafenina
  - N 02 BG 04 – floktafenina
  - N 02 BG 05 – wiminol
  - N 02 BG 06 – nefopam
  - N 02 BG 07 – flupirtyna
  - N 02 BG 08 – zykonotyd
  - N 02 BG 09 – metoksyfluran
  - N 02 BG 10 – kannabinoidy
  - N 02 BG 11 – mirogabalina
  - N 02 BG 12 – tanezumab

## N 02 C – Leki przeciwmigrenowe
- N 02 CA – Alkaloidy sporyszu
  - N 02 CA 01 – dihydroergotamina
  - N 02 CA 02 – ergotamina
  - N 02 CA 04 – metysergid
  - N 02 CA 07 – lizuryd
  - N 02 CA 51 – dihydroergotamina w połączeniach
  - N 02 CA 52 – ergotamina w połączeniach z innymi lekami (z wyłączeniem psycholeptyków)
  - N 02 CA 72 – ergotamina w połączeniach z innymi lekami (włącznie z psycholeptykami)
- N 02 CB – Pochodne kortykosteroidów
  - N 02 CB 01 – flumedrokson
- N 02 CC – Selektywne agonisty receptora 5-HT1
  - N 02 CC 01 – sumatryptan
  - N 02 CC 02 – naratryptan
  - N 02 CC 03 – zolmitryptan
  - N 02 CC 04 – ryzatryptan
  - N 02 CC 05 – almotryptan
  - N 02 CC 06 – eletryptan
  - N 02 CC 07 – frowatryptan
  - N 02 CC 07 – lasmiditan
  - N 02 CC 51 – sumatryptan i naproksen
- N 02 CD –  Agonisty peptydu pochodnego genu kalcytoniny (CGRP)
  - N 02 CD 01 – erenumab
  - N 02 CD 02 – galkanezumab
  - N 02 CD 03 – fremanezumab
  - N 02 CD 04 – ubrogepant
  - N 02 CD 05 – eptinezumab
  - N 02 CD 06 – rimegepant
  - N 02 CD 07 – atogepant
- N 02 CX – Inne
  - N 02 CX 01 – pizotyfen
  - N 02 CX 02 – klonidyna
  - N 02 CX 03 – iprazochrom
  - N 02 CX 05 – dimetotiazyna
  - N 02 CX 06 – oksetoron